# Confection Hamech

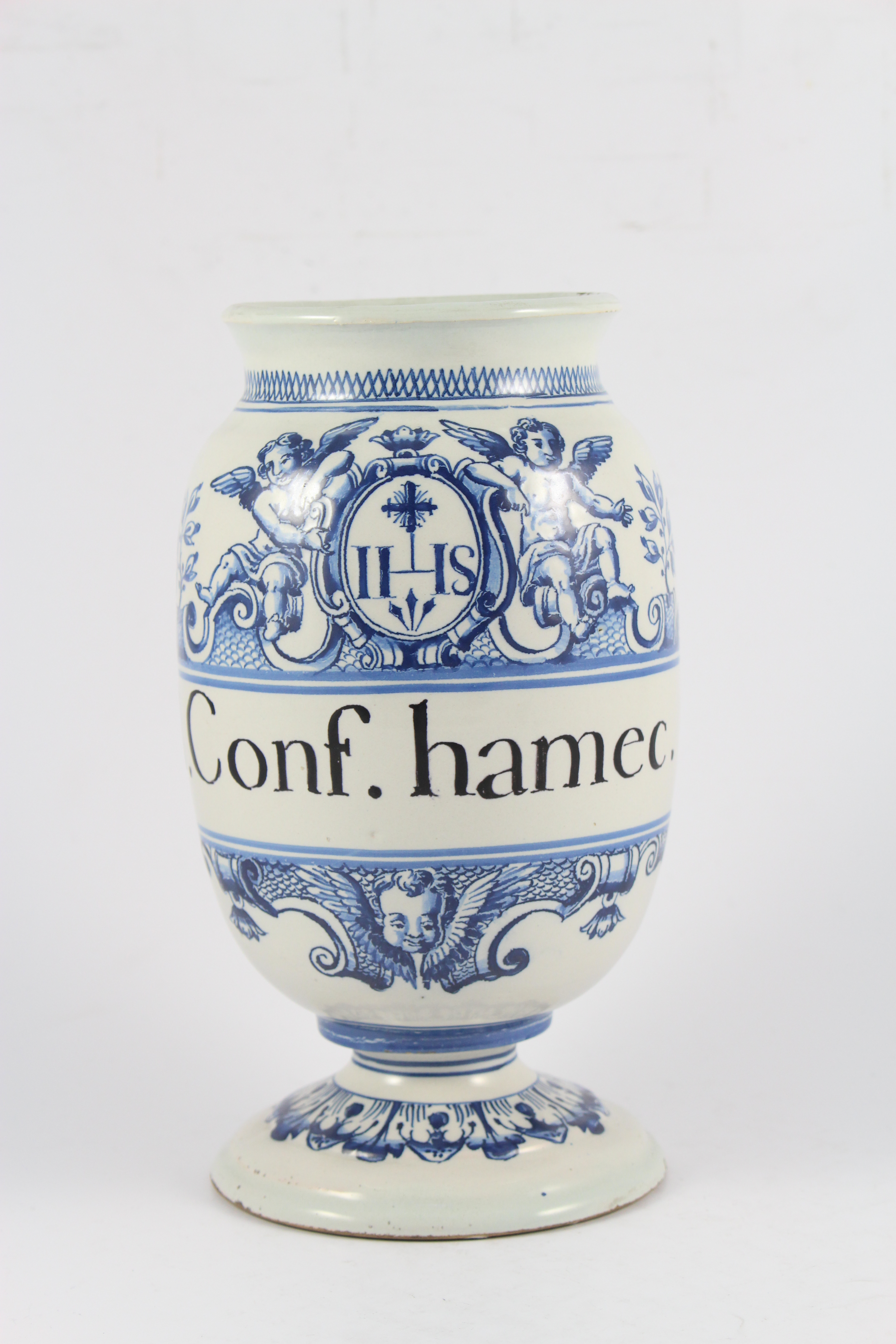
Pot contenant de la confection Hamech

La confection Hamech (confectio Hamech), Hamech étant son inventeur, était une confection, c'est-à-dire un remède de la famille des électuaires. Il appartenait à la pharmacopée maritime occidentale au XVIIIe siècle.
Il était composé selon l'ouvrage de Maistral de :
- polypode de chêne : 4 onces 1/2 ;
- raisins secs : 1 livre ;
- pruneaux : 1 livre ;
- myrobolans citrins : 4 onces ;
- myrobolans chébules : 4 onces ;
- myrobolans indiens : 4 onces ;
- feuilles sèches d'absinthe ordinaire : 1 once ;
- graines de violette : 3 onces 6 gros ;
- sommités sèches de thym : 2 onces ;
- épithyme (cuscute du thym) : 4 onces ;
- petit lait de vache : 18 livres ;
- rhubarbe : 5 onces ;
- feuilles de séné mondé : 2 onces ;
- chair de coloquinte : 4 onces 1/2 ;
- agaric : 4 onces 1/2 ;
- graines d'anis vert : 1 once 1/2 ;
- graines de fenouil : 1 once 1/2 ;
- roses rouges sèches : 1 once 1/2 ;
- suc dépuré de fumeterre : 3 livres ;
- manne grasse : 4 onces ;
- pulpe de casse : 1/2 livre ;
- tamarins : 10 onces.

Maistral poursuit avec « On y ajoute ensuite les poudres de diagrède 3 onces ; de mirobolans citrins, chébules, indiens une once chacun ; de mirobolans bellerics et emblics, de rhubarbe et de semences de fumeterre six chaque ; des semances d'anis, de spicanard 4 gros chaque et enfin une quantité suffisante (sic) que l'on joint au marc à différentes reprises. 
 C'est un excellent purgatif dans les cas où il s'agit d'évacuer la bile et les humeurs âcres ; les anciens l'ordonnaient particulièrement pour purger les galeux et les malades atteints d'érésipèle, des cancers, des ulcères rongeants, de la teigne et de toutes sortes d'affections de la peau. Ils s'en servaient également dans les maladies vénériennes, dans les fièvres quarte, contre les vers, etc. »